# Arvikaverken

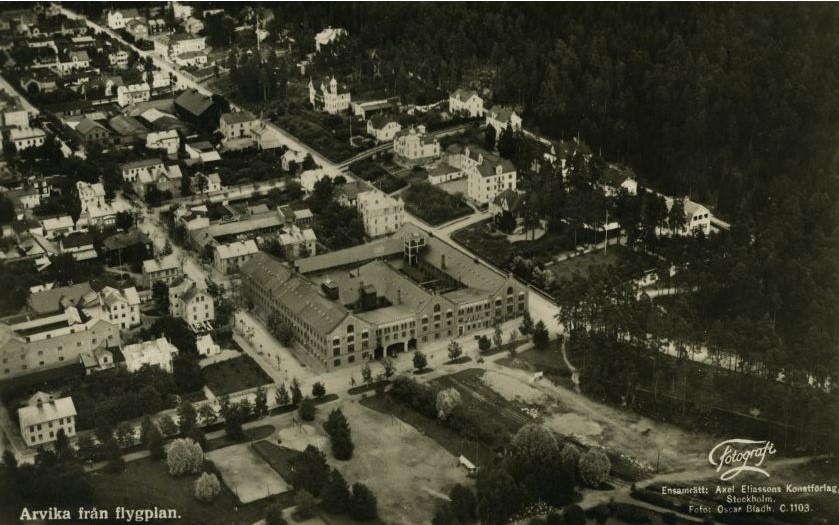
Arvikaverken

Arvikaverken är en samling industrilokaler som är placerade i Arvika. Dess historia sträcker sig tillbaka till år 1885.

## Historia
AB Arvika Verkstäder var ett gjuteri och mekanisk verkstad i Arvika. Firman har sitt ursprung i den av  Per Anderson i Arvika år 1885 startade mekaniska verkstad som förut utgjordes av Igelska verkstaden. År 1889 fick verkstaden namnet P. Anderson & Co. Mekaniska Verkstad som 1899 ombildades till aktiebolag under namnet AB Arvika Verkstäder. Ytterligare en namnändring skedde 1916 då företaget såldes till AB Johan Thermenius och Son i Hallberg och gick under namnet AB Arvika-Verken.  I början hade man endast ett 20-tal anställda, men firman växte fort och under första världskriget hade den ungefär tusen anställda. I slutet på 1920-talet fanns ungefär 700 anställda kvar. Arvikaverken tillverkade då jordbruksmaskiner och plogar. År 1959 bytte man åter namn, denna gång till AB Arvika-Thermaenius. År 1960 gick bolaget upp i AB Bolinder-Munktell som ett strategiskt uppköp med planen att påbörja tillverkningen av traktorgrävare och bandvagnar i egen regi. Tillverkningen av jordbruksmaskiner överfördes till Skurup-Verken 1963. 1963 levererades den första bandvagnen, BV 202 A till den svenska armén. Dessa producerades i Arvika mellan åren 1964 och 1981. År 1964 lanserades traktorgrävaren GM 611 som monterades i Arvikaverken, den baserades på ett Vaggeryds grävaggregat och en Tranås frontlastare. 1966 lanserades traktorgrävaren GM 410 som utvecklades i egen regi. 1966 lanserades även GM 612, baserad på Volvo-traktorn T675 med ett Vaggeryds grävaggregat. 1966 lanserades LM 840 som monterades i Arvika fram till år 1972. I början på 1970-talet flyttades produktionen av ASJs lastmaskiner till Arvikaverken och ligger till grunden för de hjullastare som tillverkas där idag. Arvikaverken är idag en del av Volvo Construction Equipment.